# عذر (بني مطر)

تعديل مصدري - تعديل

عذر هي إحدى قرى عزلة العروس بمديرية بني مطر التابعة لمحافظة صنعاء، بلغ تعداد سكانها 571 نسمة حسب تعداد اليمن لعام 2004.